# Secuela (arte)

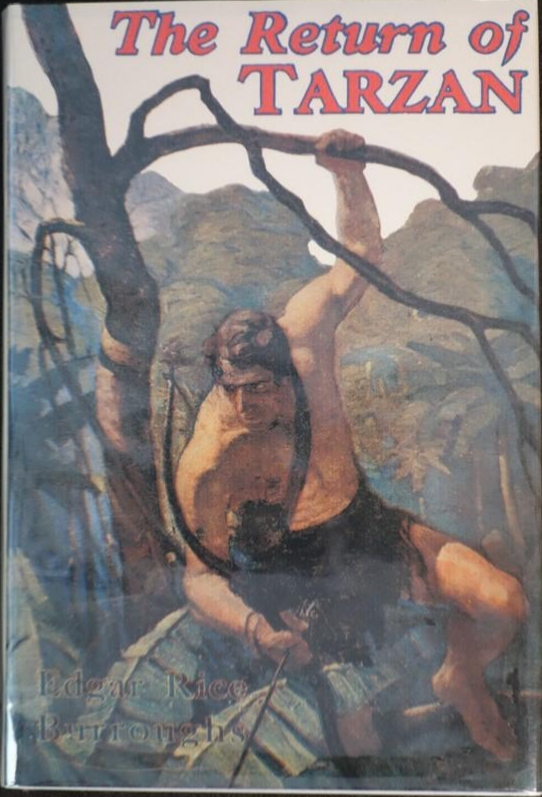
El regreso de Tarzán, secuela oficial de Tarzán de los monos.

Una secuela es cualquier producto cultural producido después de otra obra completa y que se desarrolla en un mismo «universo», pero en un tiempo posterior. Normalmente suele contener elementos de la obra original, como escenarios y personajes aunque esto no siempre es así. Por ejemplo, si un personaje muere en la primera obra, otro (por ejemplo, un hijo o una hermana) puede tomar su lugar. La continuación difiere de una serie en donde un mismo personaje aparece en varias historias diferentes, aunque algunas veces esta diferencia es sutil.
La popularidad de las series viene motivada en parte por el hecho de que es más seguro tomar elementos de una obra exitosa que arriesgarse con nuevos argumentos y personajes. El público a menudo demanda nuevas apariciones de sus personajes favoritos. Por ejemplo, el personaje de Sherlock Holmes se hizo tan popular que incluso cuando su autor Arthur Conan Doyle intentó matarlo en una de sus aventuras, tuvo que rectificar ante las airadas protestas de los lectores. En la elaboración de una continuación es común que el autor o realizador tome los "cabos sueltos" (aspectos precedentes e inconclusos pertenecientes a una obra, en función de los que se puede continuar narrando la historia) dejados por el volumen anterior en orden de una saga.
Dentro de las películas suelen ser frecuentes las continuaciones. A veces, las continuaciones tienen un título especial, como The Dark Knight, continuación de Batman Begins, pero en otros casos se limitan a poner un número al título de la obra original, como por ejemplo, Rocky II, Spider-Man 3, La pantera rosa 2 o Scream 4.

## Características de las continuaciones
Las continuaciones son criticadas frecuentemente por simplemente repetir la fórmula de una obra anterior y comúnmente acusadas de ser inferiores a la obra original. Cuando la obra anterior hablaba de un personaje que lograba resolver un conflicto, puede resultar difícil el justificar una continuación en donde los personajes vuelven a enfrentarse a un conflicto similar. Este problema no se da en series como las de James Bond en donde el personaje se enfrenta a una misión diferente en cada novela o película, o, como por ejemplo, en Destino final.
Algunas veces la obra original puede deliberadamente introducir conflictos que resolver en subsiguientes continuaciones. Por ejemplo en la película Spider-Man; el protagonista (Peter Parker) renuncia al amor de Mary Jane Watson sin explicarle que es para protegerle de sus enemigos. De no haber existido continuaciones, esto sería interpretado como un final trágico para el héroe. Al existir, este hecho provee una trama a desarrollar durante las mismas.
Algunas veces se dan pistas al público de que se realizará una continuación. Por ejemplo Batman Begins termina con James Gordon entregando a Batman una carta de joker proveniente de un villano, dando a entender al público que la historia continuará con Batman enfrentándose al Joker.
En los videojuegos la tendencia suele ir a la inversa que en las películas, ya que el aumento de tecnología puede servir para desarrollar mejor la historia. De todas formas hay casos de continuaciones fallidas. Existen continuaciones que no se consideran mejores o peores que sus entregas previas, sino más bien diferentes en muchos aspectos, caso de Super Mario Bros. 2 o Zelda II: The Adventure of Link, ambos para el NES, los cuales fueron aclamados por la crítica, pero sus diferencias drásticas con respecto a sus antecesores hacen que dichas entregas sean vistas como "expansiones" de sus respectivas sagas, y no continuaciones como se plásman.

## Otros términos

### Precuela
El término precuela (para el que se propusieron alternativas como las presecuela o protosecuela) se utiliza para describir obras cuya acción sucede antes de la obra original. También se le llama continuación retrospectiva. Star Wars es la película más conocida con varias precuelas. Este tipo de obras tienen el problema de mantener el interés de un público que ya tiene algún conocimiento de cómo va a terminar la historia.

### Intercuela
Cuenta sucesos que pasan entre dos obras previamente completadas. Por ejemplo la novela El padrino: El regreso cuenta sucesos acontecidos entre El Padrino y El Padrino II.

### Medicuela
Medicuela es un término que se usa para referirse a una historia que se desarrolla durante los sucesos de otra obra terminada. Este se diferencia de la intercuela en que transcurre durante un hueco ya indicado en la obra anterior, y no produce un resultado novedoso situado entre dos obras ya publicadas. Por ejemplo, el videojuego Daxter es una medicuela de Jak II donde se cuenta lo sucedido en el período de dos años donde el protagonista de este último videojuego es detenido. Asimismo, el libro El caballo y el muchacho, de la saga Las Crónicas de Narnia es una medicuela de El león, la bruja y el armario, ya que narra acontecimientos que sucedieron mientras los Pevensie eran reyes de Narnia. Otro ejemplo de medicuela es la película de animación Bambi II, cuyos hechos toman lugar entre dos periodos de tiempo distintos de la película Bambi. Otro ejemplo es Dragon Ball Super, el cual se desarrolla entre la muerte de Majin Boo y el final de la serie Dragon Ball Z.

### Paracuela
Paracuela (parallaquel o sidequel en inglés), o historia paralela, es un término que se usa para designar uno o varios puntos de vistas, o situaciones distintas, con respecto al relato anterior pero que se producen en el mismo espacio temporal. Se observa en obras que cuentan unos acontecimientos que transcurren de modo paralelo y en la misma cronología que la historia original, y que presentan unas modificaciones importantes en cuanto a su perspectiva, que pueden conducir a un producto final con intenciones muy diferentes a las de su parte antecesora. Es decir, se trataría de abrir la posibilidad de mostrar diferentes personajes, hechos o percepciones que se mueven en el mismo universo y tiempo que la obra que le antecede.
Ejemplos: la segunda trilogía de la Fundación, ideada por los autores G. Benford, G. Bear y D. Brin y levantada sobre los mismos resquicios que abre la obra de Asimov; la novela La sombra de Ender cubre los sucesos de la obra anterior El juego de Ender pero desde el punto de vista de otro personaje; la película Cartas desde Iwo Jima, dorso o reverso de Banderas de nuestros padres, ambas de Clint Eastwood; o la película 300: Rise of an Empire.

### Secuela independiente
La secuela independiente es una obra ambientada en el mismo universo, pero tiene poca o ninguna conexión narrativa con su predecesor y puede valerse por sí sola sin una comprensión profunda de la serie.  Rápido y furioso: Reto Tokio (2006) y Twisters de 2024 son ejemplo de esto.

### Pseudosecuela
Una supuesta continuación que actúa en realidad como una falsa secuela, al poseer un nexo mínimo o nulo con la obra anterior. Ejemplos: Halloween III: Season of the Witch, Titanic II, Alien 2 - Sobre la tierra, The Terminator II, The Terminators, etc.

### Retrocontinuación
La retrocontinuidad se observa al realizar una obra que actúa como secuela, exclusivamente, de una de las partes de una saga, ignorando y suprimiendo el resto. Ejemplo: Los acontecimientos del DC Extended Universe que marca el denominado reinicio suave del DC Universe de Warner Bros., que organiza James Gunn con las películas de DC Comics, Los Inmortales III, Superman Returns o Terminator Génesis.

### Serie derivada
Una serie derivada (en inglés, spin-off) es una serie de televisión, de películas, de programas de radio, de juegos o de trabajos narrativos creada a partir de una obra ya existente, tomando de ésta algún elemento principal, comúnmente un personaje que fue parte del elenco protagónico, el lugar donde ocurrieron los hechos o el universo ficticio de la obra original. Un ejemplo de esta se da en Better Call Saul, serie derivada de Breaking Bad.